# Hantelbank

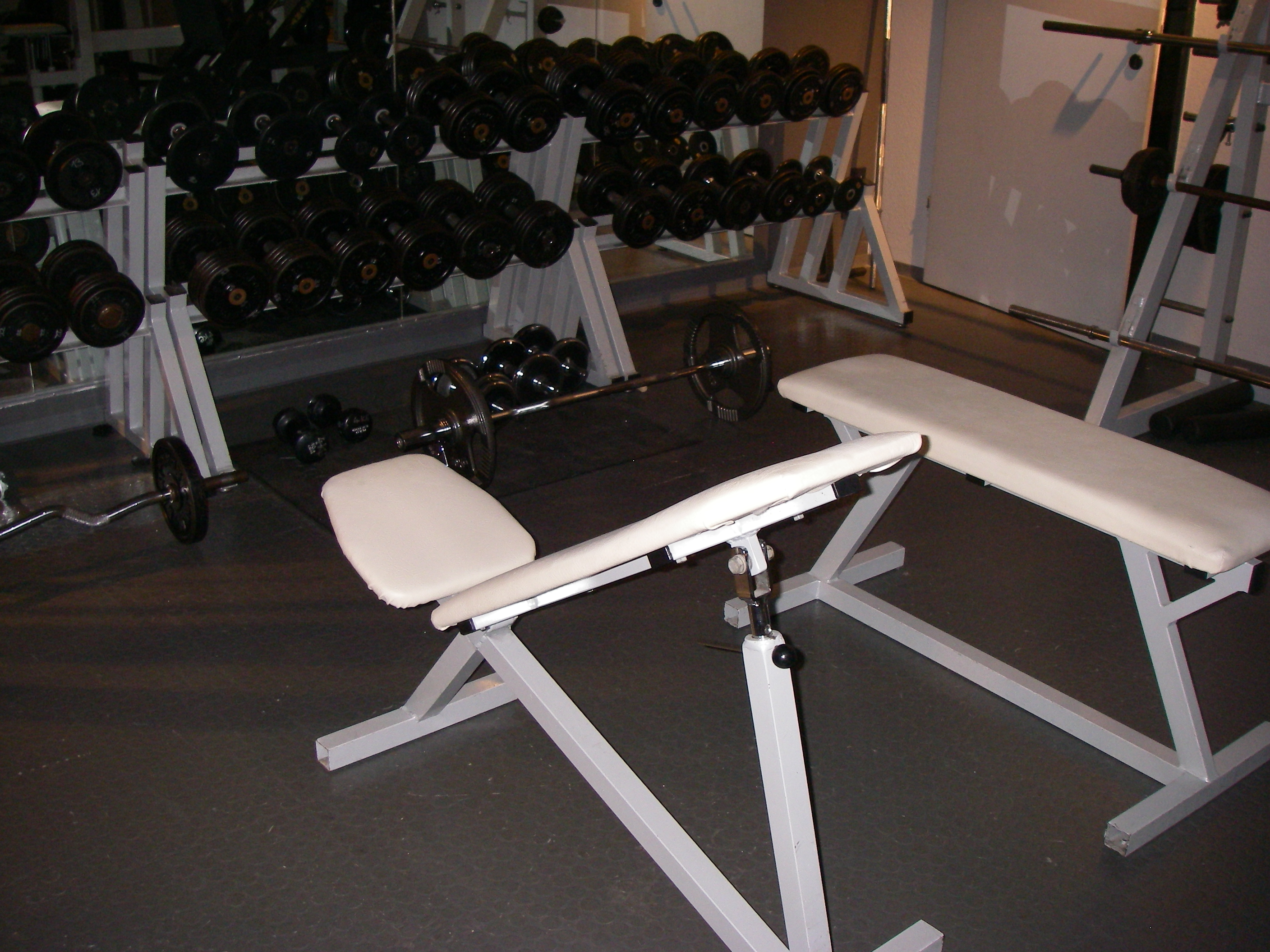
Zwei Hantelbänke im Freihantelbereich eines Fitnessstudios

Eine Hantelbank (bei waagerechter Ausführung auch Flachbank, bei geneigter Ausführung der gesamten Fläche auch Negativbank) ist eine meist gepolsterte Bank und wird zum Krafttraining mit Lang- und Kurzhanteln sowie zu verschiedenen Fitness-Übungen gebraucht.
Hantelbänke sind in unterschiedlichen Ausführungen erhältlich, die je nach Modell das Trainieren der Bauch-, Schulter-, Bein-, Arm- und Rückenmuskulatur ermöglichen.
Die meisten Hantelbänke sind in zwei Teile aufgeteilt, einen langen und einen kurzen Teil. Beide Teile sind verstellbar, so dass man aus der Bank auch eine Sitzvorrichtung machen kann, wenn der lange Teil aufgerichtet wird. Eine weitere übliche Bezeichnung für diese Ausführung ist Schrägbank.

## Ergänzungen
Eine Hantelbank kann durch folgende Trainingsutensilien ergänzt werden:

### Gewichte
- Langhantel: Fast jede Hantelbank in einem Fitnessstudio besitzt eine Langhantel, welche mit zwei Händen gehoben werden muss. Ihr Gewicht beträgt zwischen 10 und 20 Kilogramm. Auf jede Seite der Stange werden Gewichtscheiben geschoben, so dass man das Gewicht der Stange, das beim Training auf die Muskulatur wirkt, regulieren kann. Die gesamte Arm-, Schulter- und Brustmuskulatur wird dadurch bei richtiger Anwendung angeregt und gekräftigt.
- Kurzhantel: Die Kurzhanteln (in der Regel zwei) sind sehr viel kürzer und dienen Armübungen. Auch sie können mit Gewichten variiert werden. Klassische Übungen sind zum Beispiel Bizeps-Curls.
- Zuggewichte: Das sind mehrere Quader aus Gusseisen, welche jeweils 2,5 bis 15 kg wiegen. Sie werden mit einem Seilzug bewegt und sind in das Trainingsgerät integriert.

### Trainingsapparaturen
- Beinpresse: Eine Beinpresse ist ein Gerät, mit dem der Quadriceps trainiert wird. Man sitzt hierbei auf einer Sitzfläche mit dem Rücken gegen eine Stützfläche und hat die Füße gegen eine bewegliche Platte gepresst, die mit Gewichten verbunden ist.
- Latissimus-Zug